# Mitrulinia
Mitrulinia is een monotypisch geslacht van schimmels uit de orde Helotiales.  Het bevat alleen Mitrulinia ushuaiae.